# Maxime Lemaire
Pierre-Joseph-Maxime Lemaire (26 septembre 1786 à Saint-Pierre-Aigle - 9 février 1870 à Soissons) est un homme politique français.

## Biographie
Notaire, propriétaire-cultivateur à Saint-Pierre-Aigle et conseiller général de l'Aisne, il s'était signalé, sous le gouvernement de Louis-Philippe, par ses opinions libérales ; il avait refusé, en 1846, la candidature d'opposition qui lui avait été offerte dans l'arrondissement de Soissons. 
Le 23 avril 1848, il fut élu représentant de ce département à l'Assemblée constituante. 
Il fit partie du comité des travaux publics, et vota en général avec la majorité, pour le bannissement de la famille d'Orléans, pour les poursuites contre Louis Blanc et Caussidière, contre l'abolition de la peine de mort, contre l'impôt progressif, contre l'incompatibilité des fonctions, contre l'amendement Grévy, contre la sanction de la Constitution par le peuple, pour l'ensemble de la Constitution, contre la proposition Rateau, pour l'interdiction des clubs, pour l'expédition de Rome, contre la demande de mise en accusation du président et des ministres. 

## Sources
- « Maxime Lemaire », dans Adolphe Robert et Gaston Cougny, Dictionnaire des parlementaires français, Edgar Bourloton, 1889-1891 [détail de l’édition]